# Beaurains
 Beaurains  es una población y comuna francesa, situada en la región de Norte-Paso de Calais, departamento de Paso de Calais, en el distrito de Arras y cantón de Arras-Sud.

## Demografía
| 1649 | 2012 | 3982 | 3922 | 4379 | 4708 |
| Para los censos de 1962 a 1999 la población legal corresponde a la población sin duplicidades (Fuente: INSEE [Consultar]) |      |      |      |      |      |